# Global Icon
Global Icon也稱：GI， 是Simtong娛樂在2013年創建的韓國女子組合。她們在2013年4月3日發行單曲《Beatles》。該組合因成員多爲短髮並有男性化的風格，與當前韓國女子組合的風格十分不同，所以有「假小子女團」的稱號。但在經歷過成員變化后，在2015年回歸時，該女團變為走性感路線，2024年Global Icon與 
Simtong娛樂的協商後，他們計劃在2024年初回歸，他們以四人女子團體組合，四名成員包括：AI、Lli、Hyena、ebin。

## 經歷

### 2013年
在3月20日，官方發佈一些成員預告照，並宣稱該組合的風格不同于以往女團的風格：
我們將不同於以往女團可愛或性感的風格，我們將有我們自己獨特的音樂風格。請期待她們的表演。
此後，一段MV預告釋出，確認rapper為OneKet和AI，接著釋出了Eunji、Hayun和Aram的視頻，最後釋出了完整版的MV預告。在2013年4月3日，發佈單曲《Beatles》和其MV，并在Show Champion正式出道。

7月1日，Simtong娛樂釋出GI即將發行的第二張數字單曲《Because Of You》專輯圖片。《Because Of You》本應在7月3日發行，但因日程安排，被推遲到8月30日發佈。之後在9月3日發佈迷你專輯《TREMENDOUS》。
該組合成爲韓國一家叫“94Street”飯店的模特兒。這引起一些粉絲的不滿，因爲這樣成員會經常穿花式连衣裙，這意味着與她們出道時“假小子”的風格相背離。
組合宣佈在10月份以歌曲《Don't Lie》回歸，但因所有主要的電視臺認爲這為“不適宜播放内容”，她們不得不將《Giyeuk》作爲回歸單曲代替。

### 2014 - 2015年
2014年6月25日，GI国际歌迷会宣佈Aram離開組合。隨後Aram的社交賬戶在兩個月内都沒有發佈過信息，直到在日本的宣傳活動結束。Simtong娛樂開始對Aram離隊的消息進行回應，表示正在協商中，但隨後透露：GI繼續以5人組合活動，但不包括Aram，一個新成員將替代她的位置，並表示該新成員很可能接替Aram主唱的位置。6月19日，成員Hayun在Twitter上上傳了成員們練習中的照片，其中有兩個未知的女孩，這兩個女孩被認爲是新成員。但粉絲在音樂現場中發現新成員假唱行爲的時候，她們受到猛烈的批評。
2014年11月14日，在GI官方頁面上宣佈成員Hayun在8月份已經離開組合。官方在2015年1月宣佈組合將回歸。
2015年2月24日AlphaBAT的D:elta（델타）在Instagram賬號上發佈一個消息：GI將在2月25日發佈第三張單曲。第二天，成員OneKet以公司管理不善的理由與Simtong娛樂公司終止合同，但Simtong娛樂回應說：是OneKet和Aram違反了公司的合同。
6月29日Simtong娛樂放出三個新成員的個人視頻：Do Kyung、Ji A-min和Hee So。9月2日，該組合回歸，意外的是，本次回歸的路綫并非出道時“假小子”的風格，而是走“女性化”的路綫，這在新單曲《回聲》的MV中體現出來。但該歌曲和MV都沒得到很好的反應，有些人還認爲該MV十分可笑，沒有品味。

### 2016年
在3月28日，Eunji宣佈她離隊，並說：“十分感謝所有愛和支持我的人，衷心地感谢你們......我十分開心，我將以全新的面貌重新出現。”與此同時，成員Dokyung也刪除了她的所有推文，這使人們懷疑該組合已解散。

## 成員
注：該組合可能已解散。
- OneKet（원캣）原名：Won Yeon-sang（원연상），出生日期：1991年6月21日（33歲），在隊時間：2013年4月~2015年2月。
- Aram （아람）原名：Lee A-ram（이아람），出生日期：1993年4月26日（31歲），在隊時間：2013年4月~2015年2月。
- HaYun（하연）原名：Jeon Ha-yeon（전하연）[14]，出生日期：1990年12月17日（34歲），在隊時間：2013年4月~2015年2月。
- EunJi（은지）原名：Jung Eunji（정은지），出生日期：1992年6月9日（32歲），在隊時間：2013年4月~2016年3月。
- AI（아이）原名：Kim Nayeon（김나연），出生日期：1993年3月1日（32歲），在隊時間：2013年4月~
- Jiamin（지아민）原名：Lim Bo-Min (임보민)，出生日期：1992年2月16日（33歲），在隊日期：2015年9月~
- Heeso（희소）原名：Moon Jin Sil（문진실），出生日期：1991年1月8日（34歲），在隊日期：2015年9月~
- Dokyung（도경）原名：Han Do Kyung（한도경），出生日期：1991年1月23日（34歲）,在隊日期：2015年9月~

## 音樂作品

### 迷你專輯
| 名稱           | 專輯資料                                                               | 曲目 |
| -------------- | ---------------------------------------------------------------------- | --- |
| 《Tremendous》 | - 发行日期：2013年9月3日 - 唱片公司：Simtong娱乐 - 格式： CD, 数字下载 | 1. 너 때문에（Because of You） 2. ㄱ（Gi） 3. 뻥치지마 (Don't Lie) 4. 디리덤（Dilidum） 5. 비틀즈（Beatles） 6. ㄱ（Inst.） 7. 뻥치지마（Inst.） |

### 單曲
| 年份 | 單曲資料 | 曲目                                                    |
| ---- | --- | ------------------------------------------------------- |
| 2013 | 《Beatles》 - 发行日期：2013年4月3日 - 语言：韩语 - 长度：06:42 - 唱片公司：Simtong娱乐 - 格式：CD, 数字下载 | 1. Beatles 2. Beatles (BeatBurger Remix)                |
| 2013 | 《너 때문에（因为你）》 - 发行日期：2013年8月30日 - 语言：韩语 - 唱片公司：Simtong娱乐                       | 1. 너 때문에（因为你）                                  |
| 2015 | 《메아리（回声）》 - 发行日期：2015年2月25日 - 语言：韩语 - 唱片公司：Simtong娱乐                            | 1. 메아리（回声） 2. 이만큼（像这种程度）               |
| 2015 | 《돌리고 돌리고（转啊 转啊）》 - 发行日期：2015年9月3日 - 语言：韩语 - 唱片公司：Simtong娱乐                 | 1. 돌리고 돌리고（转啊 转啊） 2. 돌리고 돌리고（Inst.） |

## 外部連結
- Global Icon的Facebook專頁
- Global Icon的X（前Twitter）
- Global Icon的Instagram帳戶